# Bellechaume
Bellechaume ist eine französische Gemeinde mit 437 Einwohnern (Stand 1. Januar 2022) im Département Yonne in der Region Bourgogne-Franche-Comté (vor 2016 Bourgogne); sie gehört zum Arrondissement Auxerre und zum Kanton Brienon-sur-Armançon. 

## Geographie
Bellechaume liegt etwa 25 Kilometer nordnordöstlich von Auxerre. Umgeben wird Bellechaume von den Nachbargemeinden Arces-Dilo im Norden, Champlost im Osten und Südosten, Mercy im Südosten, Brienon-sur-Armançon im Süden, Paroy-en-Othe und Esnoy im Süden und Südwesten sowie Bussy-en-Othe im Westen.

## Bevölkerungsentwicklung
| Jahr                      | 1962 | 1968 | 1975 | 1982 | 1990 | 1999 | 2006 | 2013 |
| Einwohner                 | 296  | 259  | 270  | 276  | 333  | 441  | 458  | 426  |
| Quelle: Cassini und INSEE |      |      |      |      |      |      |      |      |

## Sehenswürdigkeiten

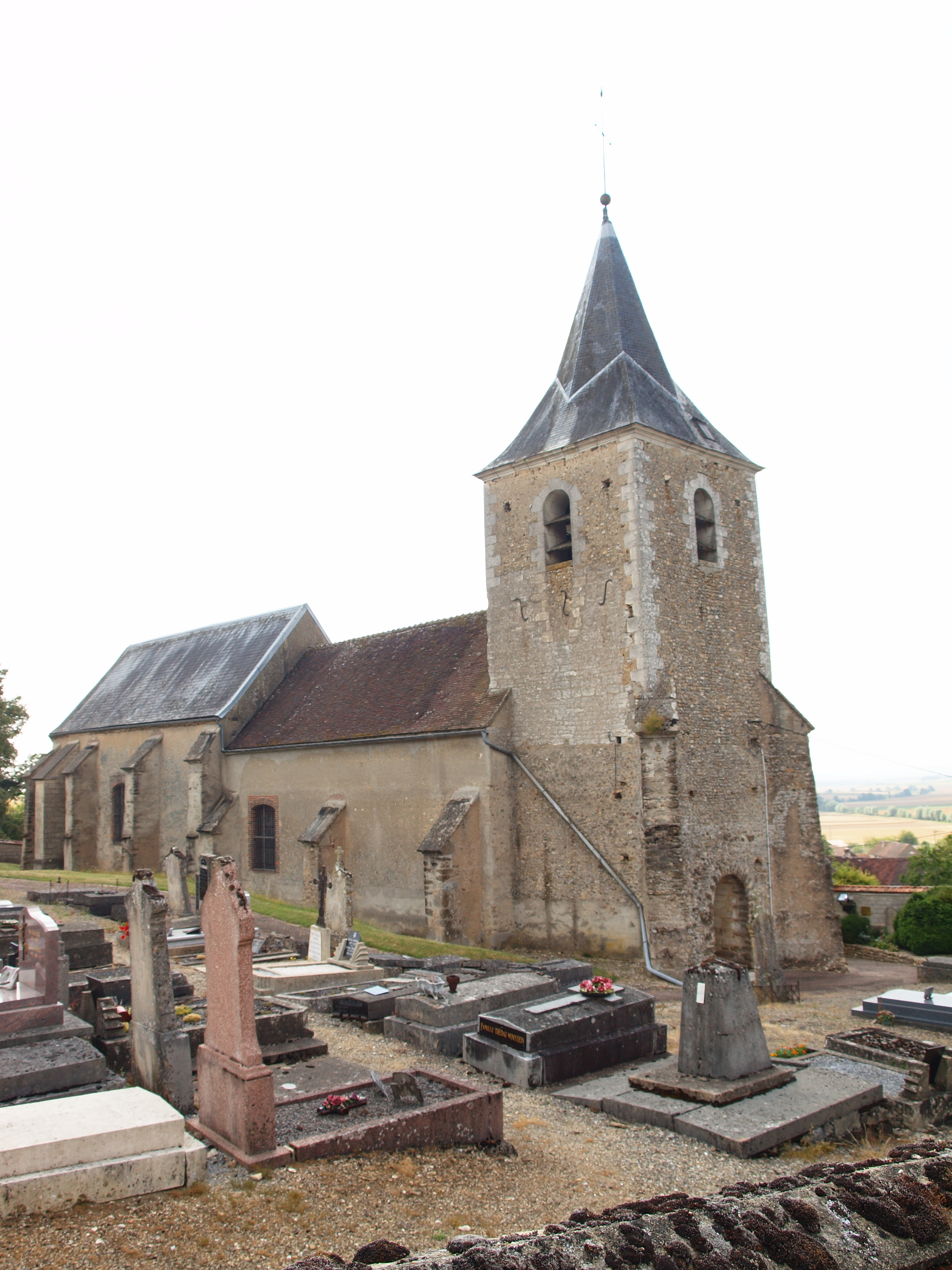
Kirche

- Kirche aus dem 16. Jahrhundert

## Persönlichkeiten
- Gaston Ramon (1886–1963), Biologe, Veterinär, Entdecker der Anatoxine zu Diphtherie und Tetanus